# Albatera
Albatera é um município da Espanha na província de Alicante, Comunidade Valenciana. Tem 66,55 km² de área e em 2021 tinha 12 714 habitantes (densidade: 191 hab./km²).

## Demografia
| Variação demográfica do município entre 1991 e 2004 | Variação demográfica do município entre 1991 e 2004 | Variação demográfica do município entre 1991 e 2004 | Variação demográfica do município entre 1991 e 2004 |
| --------------------------------------------------- | --------------------------------------------------- | --------------------------------------------------- | --------------------------------------------------- |
| 1991                                                | 1996                                                | 2001                                                | 2004                                                |
| 8868                                                | 8417                                                | 8633                                                | 10001                                               |